# Djetelinjak
Djetelinjak (djetelinjak, lat. Bituminaria), biljni rod u porodici mahunarki raširen od Makaronezije preko Sredozemlja na istok do Kavkaza, Male Azije i Arapskog poluotoka. Pripada mu 10 vrsta od kojih dvije rastu i u Hrvatskoj, to su:  perasti djetelinjak i djetelina modra velika ili mihovilac djetelinjak.

## Vrste
1. Bituminaria acaulis (Hoffm.) Stirt.
2. Bituminaria antiatlantica Brullo, C.Brullo, Cambria, Cristaudo & Giusso
3. Bituminaria atropurpurea (Maire) Bogdanovic, C.Brullo, Brullo, Cambria & Giusso
4. Bituminaria basaltica Miniss., C.Brullo, Brullo, Giusso & Sciandr.
5. Bituminaria bituminosa (L.) C.H.Stirt.
6. Bituminaria flaccida (Nábelek) Greuter
7. Bituminaria kyreniae Giusso, C.Brullo, Brullo, Cambria & Miniss.
8. Bituminaria morisiana (Pignatti & Metlesics) Greuter
9. Bituminaria palaestina (Bassi) Brullo, C.Brullo, Miniss., Salmeri & Giusso
10. Bituminaria plumosa (Rchb.) Bogdanovic, C.Brullo, Brullo, Ljubicic & Giusso
11. Bituminaria tunetana C.Brullo, Brullo, Cambria, El Mokni & Giusso